# Teddy G. Allen

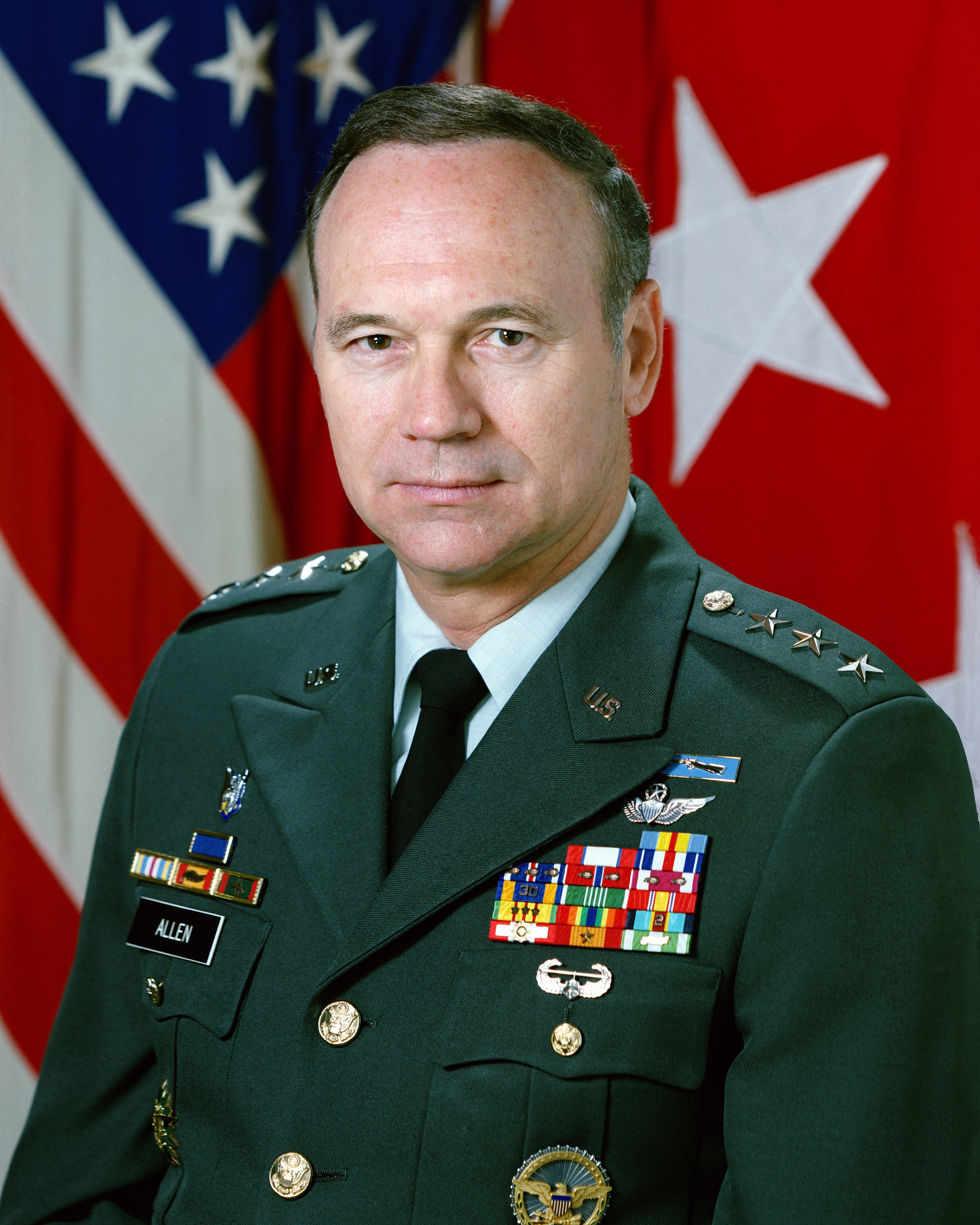
Teddy G. Allen (1993)

Teddy Gray Allen (* 19. Mai 1936 in Farmville, Pitt County, North Carolina) ist ein pensionierter Generalleutnant der United States Army.
Teddy Allen ist ein Sohn von Ichabod Allen (1909–1989) und dessen Frau Annie Pearl (1911–1987). Er besuchte die öffentlichen Schulen seiner Heimat. Über das ROTC-Programm des North Carolina State Colleges, der heutigen North Carolina State University, gelangte er im Jahr 1958 in das Offizierskorps des US-Heeres. Dort wurde er als Leutnant der Infanterie zugeteilt. In der Armee durchlief er anschließend alle Offiziersränge vom Leutnant bis zum Drei-Sterne-General.
Im Lauf seiner militärischen Karriere absolvierte Allen verschiedene Kurse und Schulungen. Dazu gehörten unter anderem die Infantry School, die Aviation School, eine Pilotenausbildung, das Command and General Staff College und das Air Force College. Zudem erhielt er einen akademischen Grad von der George Washington University.
In seinen jüngeren Jahren absolvierte er den für Offiziere in den niederen Rangstufen üblichen Dienst in verschiedenen Einheiten und Standorten. Im weiteren Verlauf seiner Laufbahn kommandierte er Einheiten auf fast allen militärischen Ebenen bis zum Divisionskommandeur. Anfang der 1970er Jahre setzte sich Allen erfolgreich für die Nutzung von Nachtsichtbrillen im Flugbetrieb der Heeresfliegerei ein. Zwischenzeitlich wurde er auch als Stabsoffizier verwendet. Zwischen 1966 und 1972 war er drei Mal im Vietnamkrieg eingesetzt, wo er über 1000 Flugstunden absolvierte. Im Jahr 1980 wurde unter Allens Kommando die erste Hubschrauberkampfeinheit für Sonderoperationen (1st Special Operations Helicopter Force) aufgestellt und ausgebildet.
Am 21. September 1983 erreichte Allen mit seiner Beförderung zum Brigadegeneral die Generalsränge. Später war er Leiter einer Militärberatergruppe auf den Philippinen. In dieser Eigenschaft organisierte er die Flucht des abgesetzten philippinischen Präsidenten Ferdinand Marcos samt dessen Familie nach Guam. Nach seiner Beförderung zum Generalmajor im Juni 1986 wurde Allen Stabschef der 2. Armee. Im Mai 1987 übernahm er das Kommando über die 101. Luftlandedivision, in der er in früheren Jahren schon zwei Mal in verschiedenen anderen Verwendungen tätig war. Nachdem er im August 1989 sein Kommando an J. H. Binford Peay III. übergeben hatte, wurde er Stabsoffizier im Pentagon, wo er als Deputy Inspector General fungierte. Im Juni 1990 erfolgte seine Beförderung zum Generalleutnant. Gleichzeitig wurde er zum Leiter der Behörde Defense Security Cooperation Agency bestellt. Dieses Amt bekleidete er bis zu seinem Eintritt in den Ruhestand im Jahr 1993.

## Orden und Auszeichnungen
Teddy Allen erhielt im Lauf seiner militärischen Laufbahn unter anderem folgende Auszeichnungen:
- Defense Distinguished Service Medal
- Army Distinguished Service Medal
- Silver Star
- Distinguished Flying Cross (4-Mal)
- Bronze Star Medal (3-Mal)
- Air Medal (31-Mal)
- Meritorious Service Medal
- Philippine Legion of Honor (Philippinen)